# Sybra szekessyi
Sybra szekessyi là một loài bọ cánh cứng trong họ Cerambycidae.